# Pseudoceros laingensis
Espèce
Pseudoceros laingensis est une espèce de vers plats polyclades marins du genre Pseudoceros et de la famille des Pseudocerotidae.

## Description
Cette espèce mesure jusqu'à 8 cm. Le corps est ovale et allongé. Les pseudo-tentacules sont bien déterminés sur la partie antérieure, de taille réduite et formés chacun par un pli de bord externe du corps .Les taches oculaires forme un ensemble de 100 capteurs. Le pharynx est large avec des pliures élaborées. L'espèce a un unique organe reproducteur mâle.
La livrée peut varier d'un individu à l'autre au niveau de la densité des points mais globalement elle se caractérise par une teinte de fond crème, constellé de points mauves répartis de manière aléatoire sur la face dorsale. En bordure périphérique du corps, il y a un liseré composé de points mauves discontinu.

## Écologie et comportement

### Éthologie
Ce ver plat est benthique et diurne, se déplace à vue sans crainte d'être pris pour une proie.

### Alimentation
Pseudoceros laingensis se nourrit exclusivement d'ascidies coloniales.

## Habitat et répartition

### Répartition
Cette espèce se rencontre dans la zone tropicale centrale indo-pacifique, de l'Indonésie à la Papouasie-Nouvelle-Guinée.

### Habitat
Son habitat est la zone récifale externe sur les sommets ou sur les pentes.

## Systématique
Le nom valide complet (avec auteur) de ce taxon est Pseudoceros laingensis Newman & Cannon, 1998.